# Medusanthera
Medusanthera là một chi thực vật có hoa trong họ Stemonuraceae.

## Loài
Chi Medusanthera gồm các loài: